# Acropora variolosa
Acropora variolosa là một loài san hô trong họ Acroporidae. Loài này được Klunzinger mô tả khoa học năm 1879.